# Fantastic arrow
『fantastic arrow』（ファンタスティック・アロー）は、栗林みな実の3枚目のアルバム。2006年12月21日にLantisから発売された。

## 概要
ベスト盤としての色合いが強い『Overture』、『passage』とは異なり、オリジナル曲を中心とした作品。そのうち、「人魚姫」はシングル「Blue treasure」のカップリング曲であり、「boyfriend」は音源化されていなかったものの、デビュー後にライブで歌っているため、このアルバムのために書き下ろされた曲は9曲となる。

## 収録曲
全作詞・作曲：栗林みな実
1. fantastic arrow
編曲：飯塚昌明
2. ココロノカケゴト
編曲：飯塚昌明
3. ある冬の日の午後
編曲：飯塚昌明
4. ふたりきりのプラネタリウム
編曲：大久保薫
5. 人魚姫
編曲：大久保薫
シングル「Blue treasure」のカップリング曲。
6. affection
編曲：飯塚昌明
7. 硝子の小瓶
編曲：大久保薫
収録曲で唯一3拍子の曲。
8. boyfriend
編曲：大久保薫
栗林が学生時代に作曲した曲のアレンジ版。オリジナルでは1番と2番のサビのメロディーが異なっているが、収録版では1番のメロディーに統一されている。
9. 桜の光の中で
編曲：佐藤五魚
10. Crystal Energy
編曲：飯塚昌明
シングル「Crystal Energy」収録。テレビアニメ『舞-乙HiME』の後期オープニング曲。アルバムでは唯一のタイアップ曲。作品全体のバランスを考慮し、若干調整がなされている。
11. アプローチ
編曲：飯塚昌明
12. 絆
編曲：大久保薫